# Łęczyca (województwo zachodniopomorskie)
Łęczyca (niem. Lenz) – wieś w Polsce położona w województwie zachodniopomorskim, w powiecie stargardzkim, w gminie Stara Dąbrowa
Wieś położona 5 km na północny zachód od Starej Dąbrowy (siedziby gminy) i 11 km na północny wschód od Stargardu (siedziby powiatu), na skrzyżowaniu drogi wojewódzkiej nr 106 Rzewnowo – Stargard Szczeciński – Pyrzyce z drogą wojewódzką nr 142 Rzęśnica – Sowno – Lisowo. 
W latach 1975–1998 miejscowość administracyjnie należała do województwa szczecińskiego.
Wieś leży na Równinie Nowogardzkiej, nad południowym brzegiem Jeziora Łęczyckiego.

## Zabytki
- zespół dworski, park[3].
- kamienny kościół z głazów narzutowych pochodzący z XV wieku, pod wezwaniem Ofiarowania NMP. Jest to budowla jednosalowa, z masywną wieżą obronną ze strzelnicami, podwyższa ją drewniana nadstawa z hełmem ostrosłupowym. Świątynia nie posiada wyodrębnionego prezbiterium. Wewnątrz malowidła ścienne i nisza zamknięta gotycką kratą[4], gotyckie rzeźby i renesansowy nagrobek[5]. Obok kościoła znajduje się cmentarz dzielący się niejako na dwie części: przedwojenną i powojenną. Część przedwojenna jest prawie całkowicie zdewastowana. Całość otoczona jest kamiennym murem, w którym znajduje się brama zbudowana z gotyckiej cegły i kamienia polnego.